# Liolithax
Liolithax — вимерлий рід дельфіновидих ссавців із середньоміоценової (серравалльської) формації Темблор у Каліфорнії.

## Таксономія
Liolithax kernensis, описаний Ремінгтоном Келлогом на основі періотичного CAS 4370 у 1931 році, вважався єдиним видом роду, поки Барнс (1978) не перевів «Lophocetus» pappus до Liolithax на основі подібності між голотипом периотика L. kernensis і периотика L. pappus. Барнс (1978, 1985) згрупував Liolithax у Kampholophinae з Kampholophos (1978, 1985).
Відкриття черепа з відкладень середнього міоцену в Нижній Каліфорнії, Мексика, поставило під сумнів спорідненість pappus "Lophocetus" з видами типу Liolithax. У рефераті SVPCA 2008 року Лоуренс Барнс та його колеги відзначили, що череп Нижньої Каліфорнії відрізняється від pappus «Lophocetus» тим, що має менший діаметр зуба, більш тонкий рострум і менший розмір. Вони класифікували Liolithax в Kentriodontinae, підкреслюючи, що "Lophocetus" pappus є лофоцетином, який потребує нової родової назви. Кладистичний аналіз Бруядельфіса Ламберта та ін. (2017) виявили «Lophocetus» pappus (як Liolithax pappus) як сестру Lipotidae, але не перевірили філогенетичні відносини Liolithax kernensis щодо Lipotidae, Iniidae або інших кентріодонтид. Тому цілком можливо, що pappus «Lophocetus» міг бути раннім родичем байджі.